# Andrej Teterioek
Andrej Teterioek (Russisch: Андрей Тетерюк) (Alma-Ata, 20 september 1967) is een voormalig Kazachs wielrenner.

## Belangrijkste overwinningen
1989
- Baby Giro

1991
- Duo Normand (met Vjatsjeslav Djavanian)

1992
- Milaan-Vignola
- 4e etappe in Kellogg's Tour of Britain

1996
- Ronde van Friuli
- 5e etappe Ronde van Zwitserland

1997
- 7e etappe Dauphiné Libéré

1999
- Kazachs kampioen op de weg, Elite

## Resultaten in voornaamste wedstrijden
| Jaar | Ronde van Italië | Ronde van Frankrijk | Ronde van Spanje |
| ---- | ---------------- | ------------------- | ---------------- |
| 1992 |                  |                     | opgave           |
| 1993 | 83e              |                     | 104e             |
| 1994 | 78e              |                     |                  |
| 1995 | 24e              |                     |                  |
| 1996 | 13e              |                     |                  |
| 1997 |                  | opgave              |                  |
| 1998 |                  | 20e                 | opgave           |
| 1999 | 22e              |                     | 50e              |
| 2000 |                  |                     | 43e              |

| Jaar | Milaan-San Remo | Amstel Gold Race | Luik-Bast.‑Luik | Ronde van Lombardije |  | WK op de weg |
| ---- | --------------- | ---------------- | --------------- | -------------------- |  | ------------ |
| 1992 |                 | 27e              |                 |                      |  |              |
| 1993 | 146e            |                  |                 |                      |  |              |
| 1994 |                 |                  |                 |                      |  | 53e          |
| 1995 |                 |                  |                 |                      |  |              |
| 1996 |                 | 81e              |                 |                      |  |              |
| 1997 | 128e            | 13e              | 55e             | 50e                  |  |              |
| 1998 |                 | 35e              | 42e             |                      |  |              |
| 1999 |                 |                  |                 |                      |  |              |
| 2000 |                 |                  |                 |                      |  |              |

Abdoezjaparov ·
Bontempi ·
Cárdenas ·
Chiappucci ·
Chiesa · 
Ghirotto ·
Giannelli · 
Meyvisch ·
Pantani ·
Perini ·
Poelnikov · 
Roche ·
Roscioli ·
Rossi ·
Tafi ·
Teterioek ·
Artunghi (stagiair) ·
Boscardin (stagiair)
Bontempi · Consonni · Della Santa · Di Basco · Gelfi · Ghiotto · Giovannetti · González · Hernández · Nicoletti · Noè · Steiger · Teterioek · Tonetti
Ballerini · Bortolami · Chiurato · Coello · Colonna · Della Santa · Emonds · Escartín · Echave · Fernández Ginés · García · Gastón · Gianetti · Giovannetti · González · Mauleón · Müller ·  Nardello · Nicoletti · Noè · Olano · Paletti · Peña · Rodríguez · Rominger · Tafi · Tebaldi · Teterioek · Unzaga · Beltrán (stagiair) 
Bettin ·
Bolay ·
Citterio ·
Colombo ·
Daddi ·
Dal Sie ·
Foucachon ·
Gorini ·
Jarno ·
Jaskuła ·
Konysjev ·
Masdupuy ·
Pavanello ·
Quinton ·
Rezze ·
Simoni ·
Tsjerkasov ·
Teterioek · 
Tomi ·
Zanatta ·
Zanette
Cauz ·
Citterio ·
Colombo ·
Daddi ·
Dal Sie ·
Delion (tot 30/04) ·
Delphis ·
Dojwa ·
Faustini ·
Gorini ·
Konysjev ·
Leoni ·
Menthéour ·
Meulemans ·
Pavanello ·
Rezze ·
Sabatier ·
Simoni ·
Teterioek · 
Tomi ·
Tonti ·
Vona ·
Zanette
Abdoezjaparov · De Waele · De Wolf · Demarbaix · Detilloux · Eeckhout · Farazijn · Feys · Fleischer · Madouas · Peers · Planckaert · Salmon · Tchmil · Teterioek · Van Hyfte · Verbrugghe · Wauters · Willems · Capelle (stagiair) · Heselmans (stagiair) · Vandenbroucke (stagiair)
Aerts · De Waele · De Wolf · Detilloux · Dierckxsens · Eeckhout · Farazijn · Feys · Laukka · Madouas · Marichal · Peers · Planckaert · Tchmil · Teterioek · Van de Wouwer · Van Hyfte · Vandenbroucke · Verbrugghe · Verheyen · Willems
Banfi · 
Conte ·
Contrini · 
Dotti · 
Figura · 
Frattini · 
Ivanov · 
Leoni · 
Maragno ·
Mason · 
Massi ·
Miceli ·
Milesi ·
Moreni ·
Ongarato ·
Raimondi · 
Rastelli ·  
Teterioek ·
Meza (stagiair)
Cattai · 
Contrini · 
Dotti · 
Fedenko · 
Frattini · 
Hontsjar   · 
Marchesin · 
Marini ·
Moreni · 
Raimondi · 
Rastelli · 
Rebellin · 
Salvato · 
Spezialetti · 
Štangelj · 
Teterioek ·
Zanette · 
Zanotti ·
Bianchi (stagiair)
Axelsson (tot 01/09) ·
van Bon ·
Bouchard-Hall ·
Chotard (tot 15/09) ·
Cooke ·
Drew ·
Fraser ·
Frischkorn ·
Guidi ·
Horner (tot 15/09) ·
Koerts ·
Landis ·
McRae (tot 31/08) ·
Moninger ·
Peters ·
Pic ·
Sayers ·
Scanlon ·
Stojanov ·
Teterioek ·
Tonkov ·
Van Bondt ·
Van Petegem (tot 12/09) ·
Vansevenant ·
Vogels ·
Wayne ·
Wherry ·
Zajicek ·
Lechuga (stagiair) ·
Tuft (stagiair) ·
Wilson (stagiair) 